# 九江駅
九江駅（きゅうこうえき）は中華人民共和国江西省九江市濂渓区五里街道長虹大道にある中国国鉄南昌鉄路局が管轄する駅である。

## 駅構造
単式ホーム1面、島式ホーム2面を持つ地上駅である。

## 所属路線
- 中国国鉄
  - 京九線：北京西駅起点より1314km、深圳駅まで1058km
  - 合九線（中国語版）：合肥駅起点より327km、本駅が終点
  - 銅九線（中国語版）：獅子山駅起点より251km、本駅が終点
  - 衢九線（中国語版）：衢州駅起点より333km、本駅が終点

## 歴史
1916年に南潯線の開通に伴い九江駅（旧駅）が開業した。1995年3月に中国共産党中央委員会総書記の江沢民が九江市を視察して九江站の題字を揮毫した。1995年11月18日に新九江駅（本駅）の基礎を定めた。1996年3月に建設開始し、1997年1月15日に完成式典を行ったが、実際には1996年9月1日より新駅を使用開始した。旧九江駅は九江西駅へと改名した。

## 隣の駅
中国国鉄
京九線
蔡山駅 - 孔壟駅 - 小池口駅 - 九江駅 - 茅頭山駅
合九線
濯港駅 - 孔壟駅 - 小池口駅 - 九江駅
銅九線
劉家湾駅 - 九江駅